# Tivenys
Tivenys (pronunciat [tiβeɲʃ]) és una vila i municipi de la comarca del Baix Ebre. Està situat al marge esquerre del riu Ebre, al sector nord de la comarca, entre la serra de Cardó i el riu Ebre.
El terme municipal limita al nord amb Benifallet per les crestes que emmarquen la vall de Cardó; al sud, amb Bítem (Tortosa), separat pel barranc de la Buinaca; a l'est, del Perelló, estenent-se per l'espai que va des del riu fins a la serra del Boix. A l'oest, i fent de partió el riu Ebre, queden els termes de Xerta i d'Aldover.
El terme té la forma d'un gran circ tancat i coronat pels cimals de les muntanyes de Cardó (punta de l'Agulla, 687 m; la Picossa, 766 m, i la Creu de Santos, 942 m) i de la serra del Boix (la Roca Foradada, 756 m) i la Buinaca (746 m). Tots els barrancs que davallen de la muntanya, el barranc de les Fonts o del Roldor, el de la Buinaca i els seus tributaris (barrancs de les Petxines i de Vallpalmera), etc., conflueixen cap a l'Ebre vers l'indret on es troba la vila.
El topònim està documentat al segle xiv com Tivenig, derivat de l'àrab tibba al-hànash, «terreny de les serps».

## Geografia
- Llista de topònims de Tivenys (Orografia: muntanyes, serres, collades, indrets..; hidrografia: rius, fonts...; edificis: cases, masies, esglésies, etc).

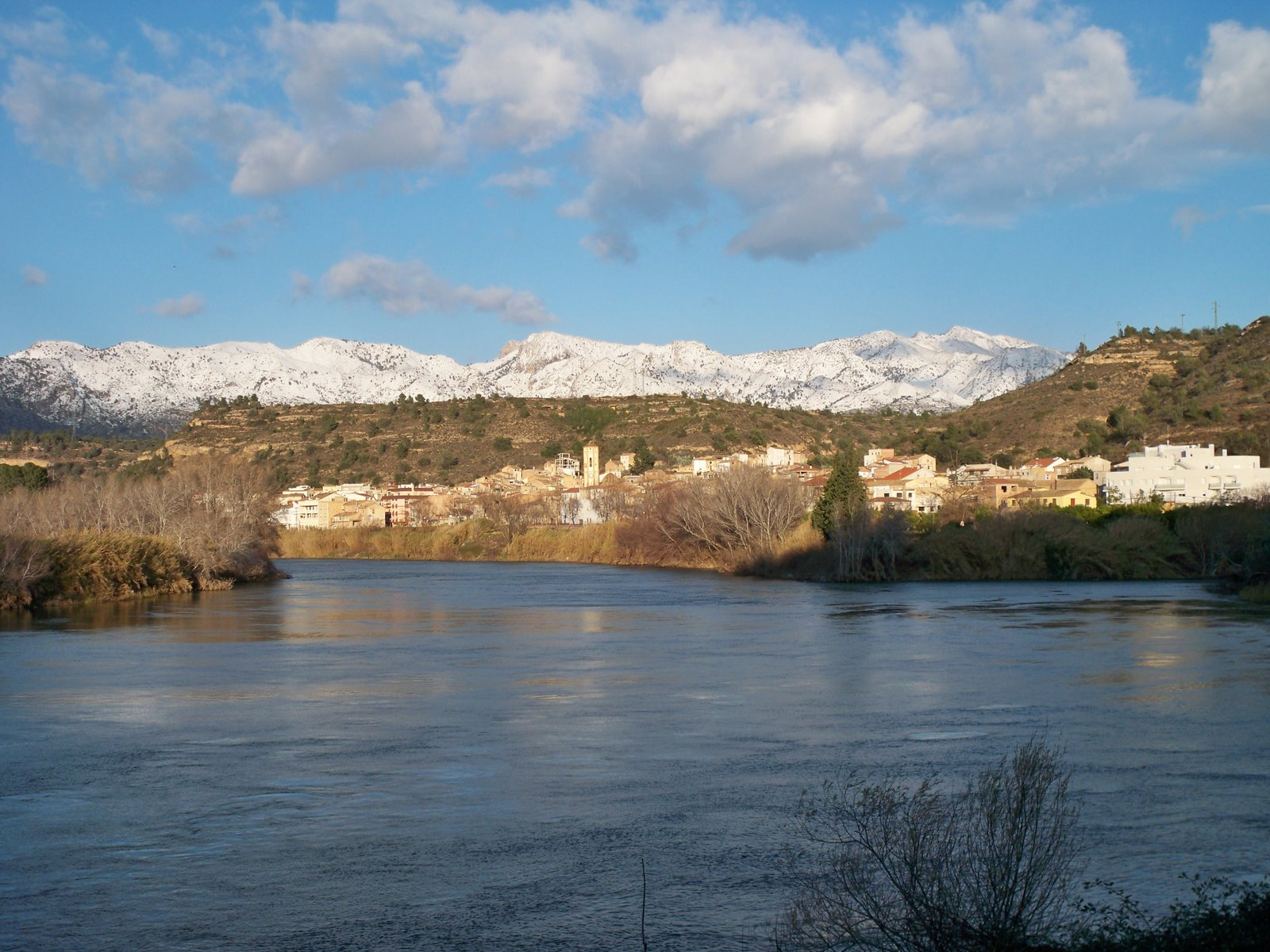
El Poble de Tivenys, amb el riu Ebre al davant

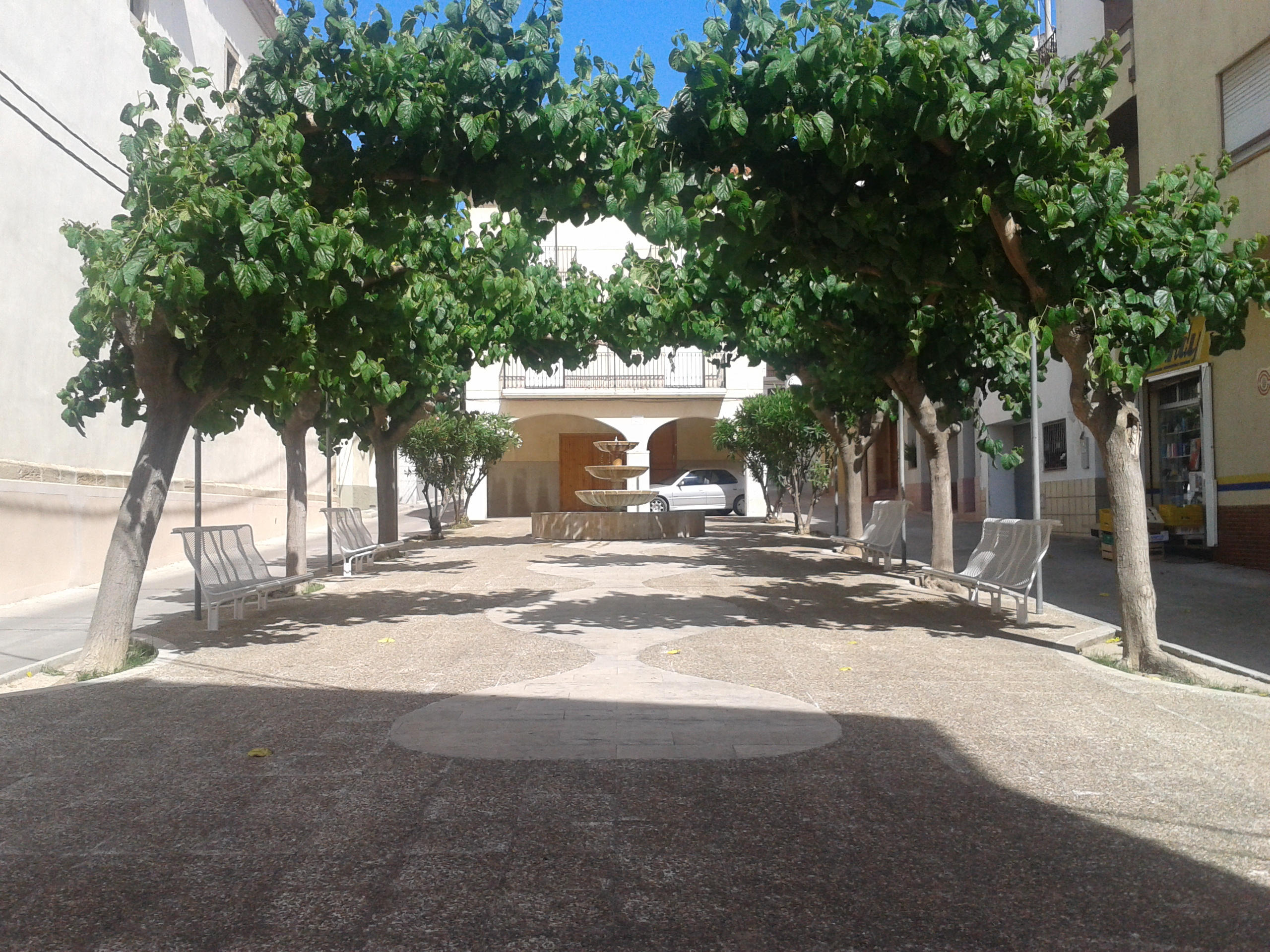
Plaça Major de Tivenys

## Economia
La principal activitat és l'agricultura. Al secà s'hi cultiven oliveres (970 ha), ametllers (112 ha), garrofers (273 ha) i una mica de vinya (76 ha); és molt important la producció d'oli d'oliva (el cultiu de l'olivera ocupa la major part del terme). Tot i això, els conreus principals són a les terres de regadiu, amb arbres fruiters, sobretot préssecs i cítrics, que són exportats a l'interior i a l'estranger.
En l'actualitat un bon nombre de persones treballen a la indústria i al sector dels serveis al voltant de l'àrea de Tortosa.

## Història
Tot i que la història de Tivenys no està gaire ben documentada i estudiada sabem que des de l'època ibèrica hi ha poblament malgrat que s'han trobat restes arqueològiques que daten de l'època del Neolític.
Tivenys en si va ser fundat l'any 1148, després de la reconquesta de Tortosa. El nou territori ebrenc va ser cedit als templers els quals donaren un gran impuls a l'agricultura i a la tradició terrissera del poble. En aquell moment el lloc era de domini reial i estava sota la protecció de Tortosa, ciutat de la qual formava part el seu terme.
El comte Ramon Berenguer IV, en la carta de poblament que va donar als jueus de Tortosa parla d'uns terrenys o horts que els anomena l'Abenxeri (o l'Andusc) de Tivenys, que havia sigut propietat dels sarraïns. Hi ha també documents dels anys 1158 i 1184 que parlen de l'Assut i de les terres de Tivenys, això manifesta l'existència d'una comunitat que hi vivia, segurament àrab. L'expulsió dels moriscos va suposar una gran pèrdua de població que trigaria segles a recuperar-se.
Avançat el segle xviii la construcció del canal de l'esquerra de l'Ebre i la remodelació de l'assut van ser fets molt importants per al municipi. Aquells van ser els anys en els quals hi hagué un nombre més gran d'habitants al poble arribant als gairebé 2.000. Des de llavors el poble pateix un retrocés constant en nombre d'habitants degut al despoblament rural cap a les grans ciutats.

## Demografia
| 1497 f | 1515 f | 1553 f | 1717 | 1787 | 1857  | 1877  | 1887  | 1900  | 1910  |
| ------ | ------ | ------ | ---- | ---- | ----- | ----- | ----- | ----- | ----- |
| 13     | 16     | 25     | 164  | -    | 1.638 | 1.898 | 1.930 | 1.895 | 1.938 |

| 1920  | 1930  | 1940  | 1950  | 1960  | 1970  | 1981  | 1990  | 1992  | 1994  |
| ----- | ----- | ----- | ----- | ----- | ----- | ----- | ----- | ----- | ----- |
| 1.734 | 1.557 | 1.386 | 1.446 | 1.234 | 1.201 | 1.108 | 1.057 | 1.035 | 1.035 |

| 1996 | 1998 | 2000 | 2002 | 2004 | 2006 | 2008 | 2010 | 2012 | 2014 |
| ---- | ---- | ---- | ---- | ---- | ---- | ---- | ---- | ---- | ---- |
| 961  | 936  | 917  | 928  | 886  | 916  | 948  | 925  | 914  | 876  |

| 2016 | 2018 | 2020 | 2022 | 2024 | 2026 | 2028 | 2030 | 2032 | 2034 |
| ---- | ---- | ---- | ---- | ---- | ---- | ---- | ---- | ---- | ---- |
| 887  | 882  | 902  | 923  | 936  | -    | -    | -    | -    | -    |

Escut (no oficial) de Tivenys

A Tivenys la majoria de la població viu al nucli del poble tot i que també hi ha habitants disseminats pel terme més pròxim. L'any 2023 la població estava repartida així:
| Entitat de població | Habitants |
| ------------------- | --------- |
| Disseminats         | 138       |
| Tivenys             | 777       |
| Font: Idescat       |           |

| Entitat de població | Habitants (2024) |
| Tivenys             | 937              |
| Font: Idescat       |                  |

Les partides amb població allunyada del nucli són:
- Escampells, els
- Horta Andust
- Horta Assut
- Móra, la
- Murta, la
- Partida Barqueta
- Partida Coll de Som
- Partida Majons
- Planes, les
- Vall Jardina

## Llocs d'interès

### Assut

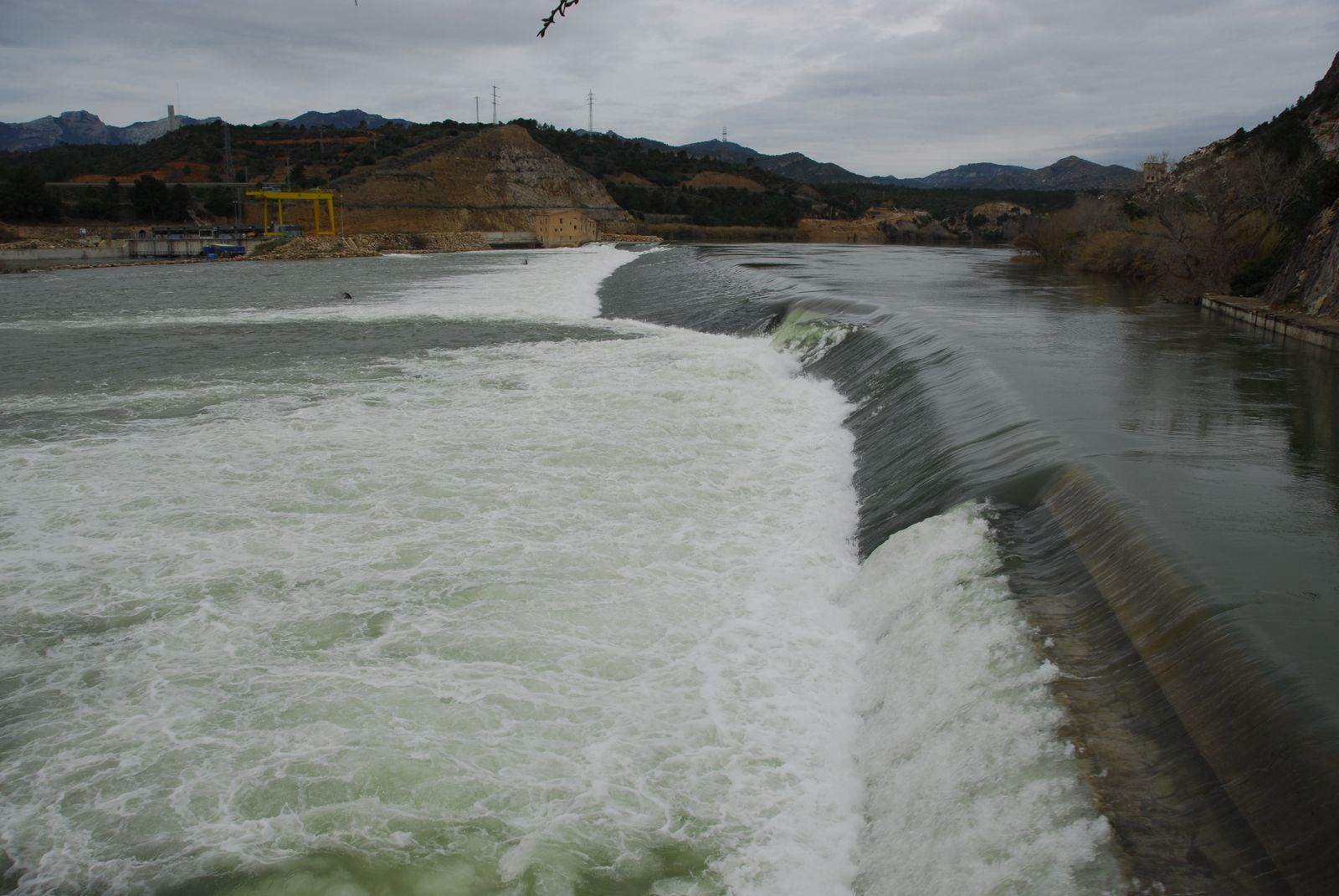
L'Assut.

La paraula «assut» vol dir presa, contenció. Existeix la hipòtesi que els romans van fer una resclosa on avui hi ha l'Assut (entre els termes municipals de Xerta i Tivenys) per dificultar el trànsit fluvial per l'Ebre. Però el primer assut, la primera temptativa d'elevació de l'Ebre per poder canalitzar l'aigua a séquies de reg, tot i que fet rudimentàriament, va ser l'any 944 dC, en plena dominació àrab.
L'Assut tal com el coneixem avui es va començar a construir l'any 1440. Fa 375 m de llarg i 3,5 m d'ample a la coronació, 24 m d'ample al talús o relliscador, 35 m de basament i 7 m de fons.
A mitjans del segle xix l'assut va ser condicionat per als dos canals de regadiu existents. El canal de la part de Tivenys (el canal de l'esquerra) es va començar l'any 1907 i fou inaugurat el 5 de maig de 1912 pel rei Alfons XIII. L'any 2002 l'Assut fou declarat Bé Cultural d'Interès Nacional en la categoria de Monument històric per la Generalitat de Catalunya.
Vora l'assut, sobre una elevació del marge esquerre que domina el riu, s'hi ha descobert un poblat ibèric (s. VI aC) excavat en diferents campanyes arqueològiques des de l'any 2000, on sobresurten les restes d'una gran torre defensiva, de tipologia única a Catalunya, probablement destruïda cap a l'any 200 aC amb l'ocupació romana.

### Parc municipal
El parc municipal és un dels llocs més pintorescs del poble per la seua situació, entre el canal de l'esquerra i el riu Ebre. Ofereix una rica i variada vegetació que fa que el visitant gaudeixi d'un lloc de relax i descans, acompanyat d'una zona d'esbarjo infantil.
També s'hi pot trobar el Punt Rodó amb 228 metres sobre el nivell del mar.
Des de l'any 2007 és l'escenari de les representacions del Pessebre del Riu, el pessebre vivent del poble.

### Església de Sant Miquel

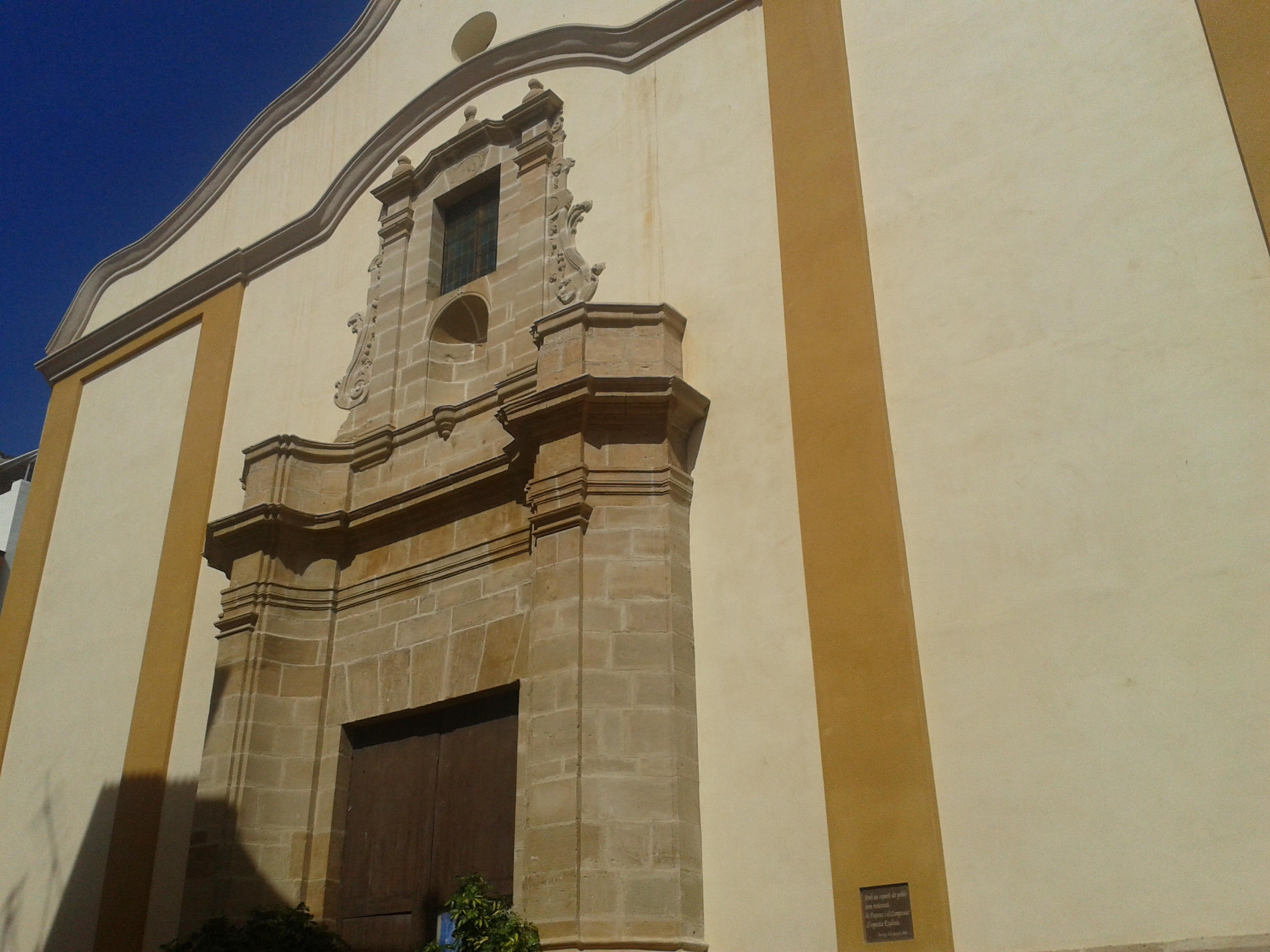
Façana principal de l'Església de Sant Miquel de Tivenys.

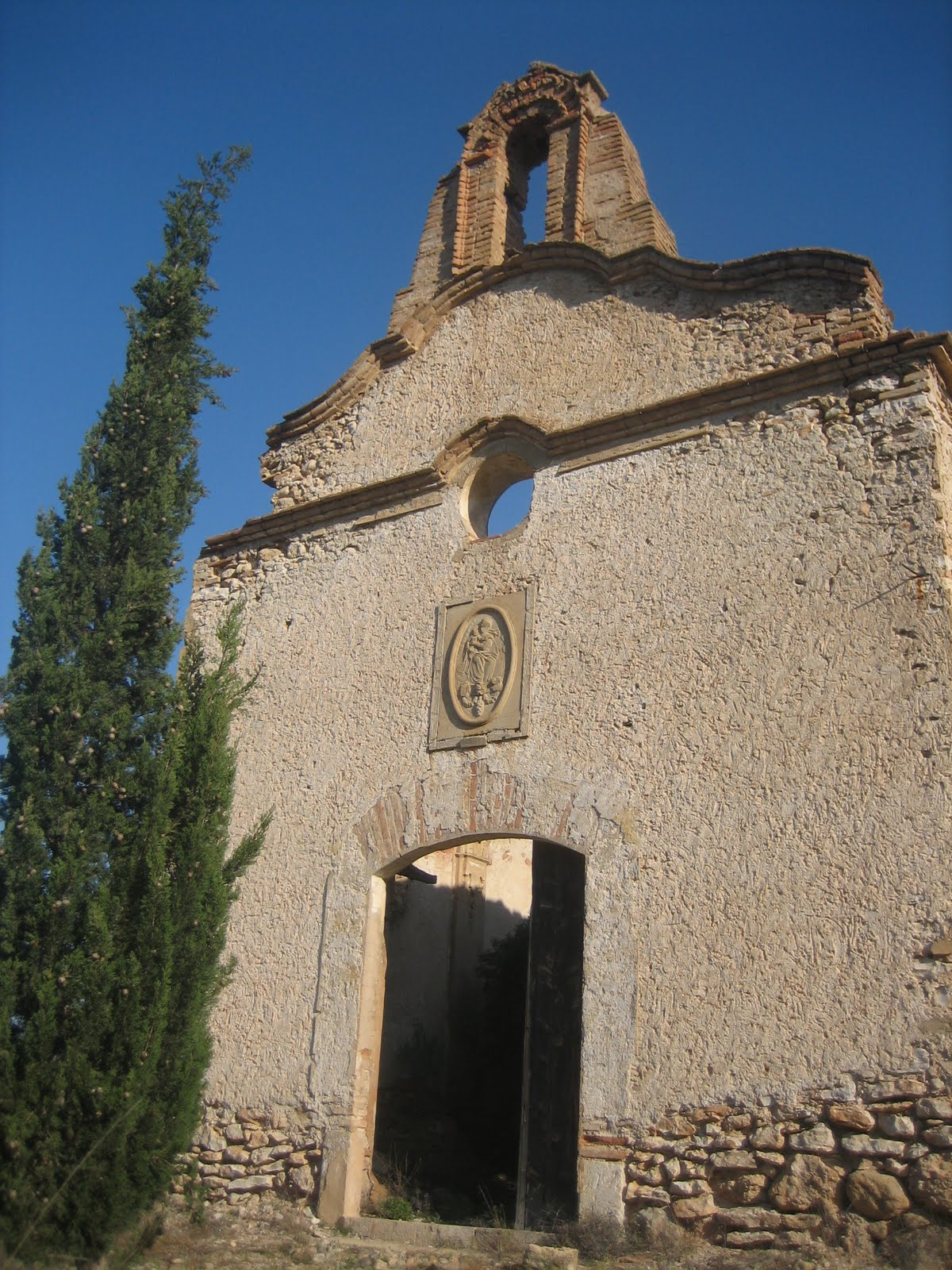
Runes de la Capella.

El temple parroquial va començar a ser construït l'any 1770 i es va acabar el 1794. Està dedicat a Sant Miquel Arcàngel, patró del poble, Sant Benet i Sant Antoni Abat.
L'edifici consta de tres naus i el cor sobre la porta, amb vuit altars laterals i l'altar major, d'estil gòtic i bizantí; la façana és d'estil neoclàssic. Fins al 1936 tenia un notable retaule gòtic procedent de Cardó. Durant la Guerra Civil va perdre els seus antics retaules i imatges.
El campanar fou aixecat durant el segle xviii gràcies al compromís que van acordar els propietaris dels forns d'obra que hi havia al poble en aquell moment. Es recull en un text de Ramon de Trabal: "... el 29 de setembre de 1768 van anar els feligresos per aixecar la façana del campanar i per tal cas van reunir-se els vint propietaris dels forns d'obra i acordaren que, de cada cent tovots que enfornaven, un per al campanar."

### Capella de la Mare de Déu del Carme
A una mitja hora del poble hi ha una antiga capella dedicada a la Mare de Déu del Carme, documentada ja des del 1760 i feta per influència dels frares carmelitans de Cardó, divulgadors a la comarca de la seua devoció. Està feta a semblança de l'església parroquial tal com es pot veure a la foto. L'acabat superior de la façana és idèntic així com els capitells de les columnes interiors, d'estil corinti.

## Festivitats
Tivenys, pel seu històric lligam amb l'agricultura, celebra les festes en èpoques de final de la collita o descans dels pagesos i pastors. Les més importants durant l'any són:
- Festes majors de Sant Miquel Arcàngel i Sant Benet Abat: se celebren els dies 29 i 30 de setembre, cada dia dedicat a un patró, a més les festes majors s'allarguen el cap de setmana més proper a aquestes dues dates[6]
- Festes de Sant Antoni Abat: són les tradicionals festes d'hivern, ja que, antigament, Sant Antoni fou el principal patró de Tivenys. En aquestes festes s'hi esdevenen els actes més antics que encara perduren al poble de Tivenys: l'oferta, una tradicional subhasta de productes de la terra donats per la gent del poble i en benefici de la parròquia, i la Barraca, obra teatral que parla de les temptacions de Sant Antoni. Es representa cada 4 o 8 anys. Se celebra el cap de setmana més proper al 18 de gener.[7]

A més, hi ha d'altres esdeveniments que s'han succeït els darrers anys que mouen molts sectors de persones del municipi:
- La Fira d'Artesania i Turisme on s'exposen els treballs dels oficis tradicionals del poble, com són la terrissa i la guarnició d'animals, o també els conreus del poble i la cuina típica. Se celebra el dia dotze d'octubre i el cap de setmana més proper.[8]
- El Pessebre del Riu: és el pessebre vivent que cada Nadal se celebra al Parc Municipal de Tivenys. És un dels pessebres vivents més importants de les Terres de l'Ebre. Se celebra el dia 26 de desembre i els dos diumenges més pròxims.[9]

D'altra banda cal destacar les revetlles (anomenades verbenes per la gent del poble) que se celebren a l'estiu. Són nits de sopar i ball organitzades per cada associació del poble i en marquen la vida estival. Les revetlles més típiques són les de les Associacions de Dones i de la Gent Gran, de la Parròquia, dels "Quintos" (els joves que celebren la majoria d'edat), Sant Domènec (anomenat també San Domingo, patró del carrer Capdevila) i d'altres que són més esporàdiques.

## Política

### Consistori
El ple de l'Ajuntament de Tivenys està format, des del 17 de juny de 2023, per les següents set persones:
- Alcalde: Eladi Galbe Mauri (IFP-ERC-AM)
- Regidora: Jana Vicente Marqués (IFP-ERC-AM)
- Regidor: Jordi Piñol Puig (IFP-ERC-AM)
- Regidora: Fàtima Piñol Fons (IFP-ERC-AM)
- Regidor: David Pallarès Marquès (IFP-ERC-AM)
- Regidor: F. Javier Mauri Bonavida (PSC-PM)
- Regidor: Susana Piñol Rodríguez (PSC-PM)

Els alcaldes que ha tingut Tivenys, des de la recuperació de la democràcia, han estat:
- Del 1979 al 2003: José Martín Alcoverro Curto (Independents / AP / CiU)
- Del 2003 al 2019: Maria José Beltran Piñol (PSC-PM)
- Del juny a l'agost de 2019: Eva Roig Marquès (IFP-ERC-AM)
- Del 2019 fins a l'actualitat: Eladi Galbe Mauri (IFP-ERC-AM)

### Eleccions
| Candidatura | Candidatura                                                               | Cap de llista            | Vots | Regidors | % vots |
| ----------- | ------------------------------------------------------------------------- | ------------------------ | ---- | -------- | ------ |
|             | Implicats fem poble - Esquerra Republicana de Catalunya - Acord Municipal | Eladi Galbe Mauri        | 383  | 5        | 63,62% |
|             | Partit dels Socialistes de Catalunya - Progrés Municipal                  | F. Javier Mauri Bonavida | 209  | 2        | 34,71% |
|             | Vot en blanc                                                              |                          | 10   | -        | 1,66%  |
|             | Vot nul                                                                   |                          | 13   | -        | 2,11%  |
| Total       | Total                                                                     | 615                      | 615  | 7        |        |

L'evolució de la representació política a Tivenys ha anat canviant des de la recuperació de la democràcia. La constant baixada de població al municipi provocà que a partir de les eleccions de l'any 1999 formessin el consistori 7 regidors en lloc de 9 perquè el nombre d'habitants havia quedat per sota de la línia dels 1000 que és l'indicador que ho marca. A la taula es mostren els regidors obtinguts per cada coalició o partit en totes les eleccions que s'han fet i, entre parèntesis el nombre de vots absolut i el seu percentatge del total de vots vàlids (no es comptabilitzen, per tant, els vots nuls).
| Partits               | 2023             | 2019             | 2015             | 2011             | 2007             | 2003             | 1999             | 1995             | 1991             | 1987             | 1983             | 1979             |
| --------------------- | ---------------- | ---------------- | ---------------- | ---------------- | ---------------- | ---------------- | ---------------- | ---------------- | ---------------- | ---------------- | ---------------- | ---------------- |
| PSC-PM                | 2 (209) (34,71%) | 3 (303) (48,64%) | 5 (367) (64,96%) | 5 (388) (61,59%) | 5 (434) (64,30%) | 4 (314) (45,71%) | 3 (277) (40,86%) | 4 (292) (40,95%) | 4 (322) (43,87%) | 4 (316) (42,76%) | 3 (242) (32,01%) | 4 (297) (39,18%) |
| CiU                   |                  |                  | 2 (185) (32,74%) | 2 (231) (36,67%) | 2 (183) (27,11%) | 3 (289) (42,07%) | 4 (385) (56,78%) | 5 (415) (58,20%) | 5 (403) (54,90%) |                  |                  | 0 (52) (6,86%)   |
| IFP-ERC-AM            | 5 (383) (63,62%) | 4 (309) (49,6%)  |                  |                  |                  | 0 (50) (7,41%)   | 0 (77) (11,21%)  |                  |                  |                  |                  |                  |
| AP                    |                  |                  |                  |                  |                  |                  |                  |                  |                  | 5 (418) (56,56%) | 6 (494) (65,34%) |                  |
| PSUC                  |                  |                  |                  |                  |                  |                  |                  |                  |                  |                  |                  | 0 (55) (7,26%)   |
| Grupo Independiente   |                  |                  |                  |                  |                  |                  |                  |                  |                  |                  |                  | 5 (352) (46,44%) |
|                       |                  |                  |                  |                  |                  |                  |                  |                  |                  |                  |                  |                  |
| Vots en blanc         | 10 (1,66%)       | 11 (1,77%)       | 12 (2,30%)       |                  |                  |                  |                  |                  |                  | 5 (0,68%)        | 0 (0%)           | 0 (0%)           |
| Vots nuls             | 13               | 9                | 15               |                  |                  |                  |                  |                  |                  | 30               | 0                | 9                |
|                       |                  |                  |                  |                  |                  |                  |                  |                  |                  |                  |                  |                  |
| Participació          | 615 (89,65%)     | 632 (88,39%)     | 580 (79,34%)     |                  |                  |                  |                  |                  |                  | 769 (84,79%)     | 736 (82,7%)      | 766 (82,54%)     |
| Cens                  | 685              | 714              | 731              | 741              | 765              | 814              | 832              | 871              | 870              | 910              | 890              | 928              |
| Habitants empadronats | 923              | 882              | 876              | 910              | 926              | 910              | 928              | 1012             | 1057             | 1110             | 1121             | 1155             |
| Regidors              | 7                | 7                | 7                | 7                | 7                | 7                | 7                | 9                | 9                | 9                | 9                | 9                |

## Personatges il·lustres
- Josep Alcoverro i Amorós (Tivenys, 1835 - Madrid, 1908): escultor.
- Miquel Espinós Curto (Tivenys, 1947 - 2006): ciclista.